# Distretto di Khuan Don
Il distretto di Khuan Don (in thailandese: ควนโดน) è un distretto (amphoe) della Thailandia, situato nella provincia di Satun.